# Piskorna

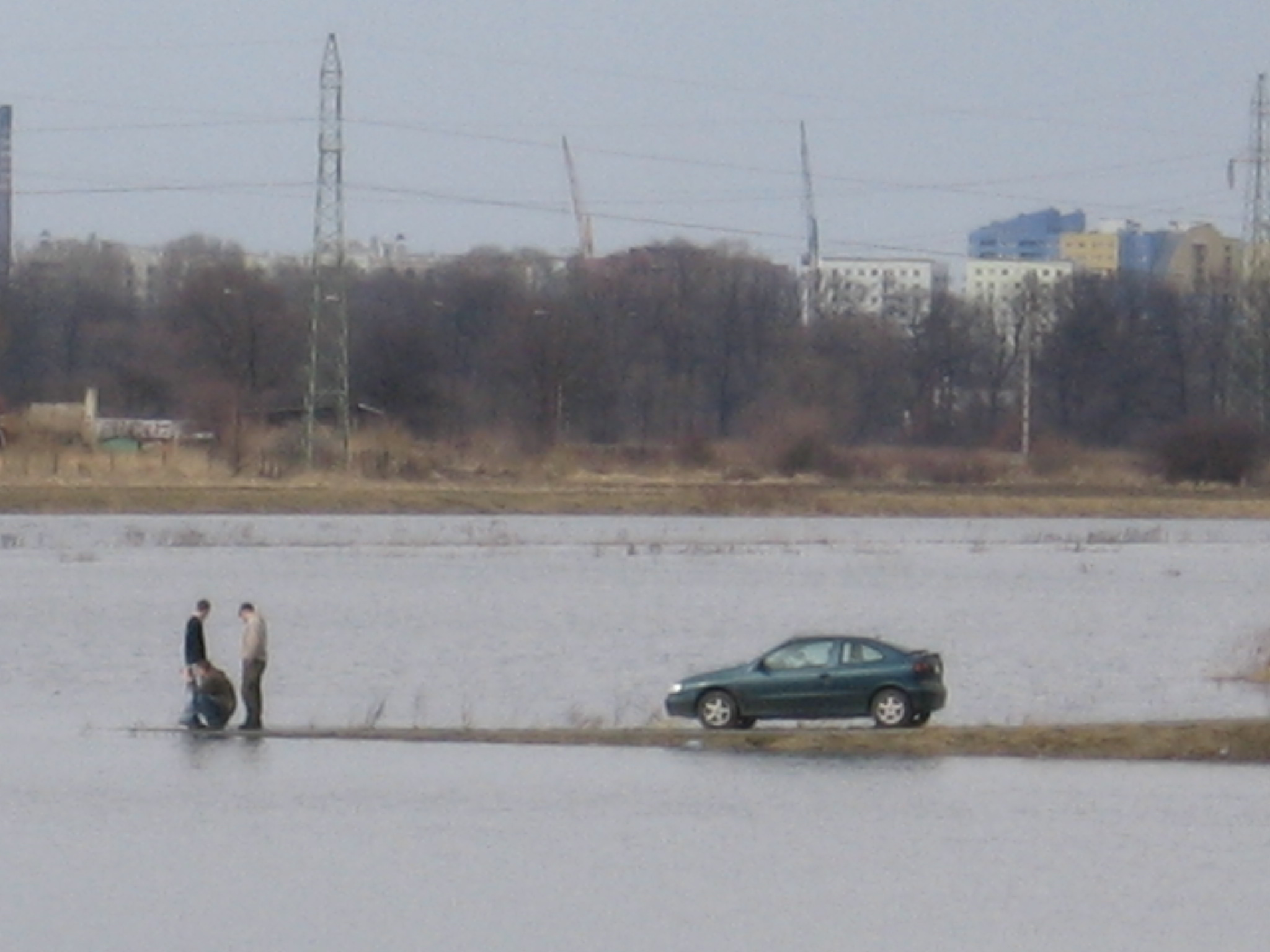
Kanał Odpływowy podczas wiosennego przyboru wód w Odrze

Piskorna – strumień na terenie Wrocławia długości około 3,5 km (według innych źródeł 5,75 km) we wschodniej części miasta, w osiedlach Wojnów i Strachocin. Na większej części swego biegu płynie starorzeczem Odry, które podczas regulacji rzeki pod koniec XIX wieku zostało od niej odcięte.
Swój początek strumień bierze we wsi Łany w dawnym zakolu Odry (według innych źródeł wypływa we wsi Gajków w gminie Czernica, następnie przebiega przez Kamieniec Wrocławski i kieruje się do Łanów). Z Łanów wpływa w granice miasta płynąc na północny zachód wzdłuż jej głównego współczesnego koryta, w odległości nieprzekraczającej miejscami 200 metrów od jej brzegu, oddzielony wałem przeciwpowodziowym. Następnie skręca na północ oddalając się od Odry i omijając łukiem Las Strachociński. Tam rozlewa się wszerz (miejsce to nazywane jest Jeziorem Leśnym), a następnie dawne zakole Odry prowadzi wody strumienia na zachód i potem znów na południowy zachód, a następnie skręca na północny zachód. W tym miejscu, w okolicy tzw. Grobli Łanieskiej, wody strumienia przejmuje Kanał Odpływowy prowadzący na północ, do Widawy. Strumień Piskorna podczas wysokiego poziomu wody w Odrze może odbierać część jej wód; wraz z Kanałem Odpływowym stanowi jeden z elementów systemu przeciwpowodziowego Odry, umożliwiający przerzucenie części nadmiaru wód z Odry do Widawy, co w rezultacie zmniejsza przepływ wód przez samo miasto.